# Hôtel Sauvan
L'hôtel Sauvan, ou de Choisity, est un hôtel situé à Aramon et faisant l’objet d’une inscription au titre des monuments historiques en 1976.